# علی ابو الراغب
علی ابو الراغب (عربی: علي أبو الراغب؛ زادهٔ ۱۹۴۶) سیاست‌مدار اهل اردن است.
او از ۱۹ ژوئیه ۲۰۰۳ تا ۲۵ اکتبر ۲۰۰۳ نخست‌وزیر اردن بود.